# Державний науково-дослідний експертно-криміналістичний центр МВС України
Державний науково-дослідний експертно-криміналістичний центр МВС України — відомча науково-дослідна установа, створена відповідно до постанови КМ України від 6 травня 1998 на базі Експертно-криміналістичного управління, Центру криміналістичних досліджень і Вибухотехнічної служби МВС України.
Займається розробкою та впровадження в експертно-криміналістичну діяльність органів Міністерства внутрішніх справ України науково-практичних методів і засобів, спрямованих на боротьбу зі злочинністю.